# Wybory parlamentarne w Holandii w 1905 roku
W wyniku wyborów parlamentarnych w 1905 roku u steru rządów zasiadł Theo de Meester, tworząc rząd składający się z partii liberalnych oraz chadeckiej Partii Antyrewolucyjnej. Gabinet został zainaugurowany 17 sierpnia 1905 i składał się z 5 liberałów, 2 wolnomyślicielskich demokratów i 2 ministrów bezpartyjnych. Nie miał większość zarówno w Tweede Kamer, jak Eerste Kamer, przez co nazywano go "porcelanowym gabinetem". Pierwszy wniosek o samorozwiązanie wpłynął w grudniu 1906 roku, kiedy senat nie zaakceptował budżetu obronnego, jednak dymisja ta nie została przyjęta przez królową Wilhelminę; drugi, i tym razem ostateczny wniosek, wpłynął w roku następnym, z powodu identycznej sytuacji.

## Rezultaty
| ← Wybory parlamentarne w Holandii w 1905 roku → |                                         |      |        |
|                                                 | Partia                                  | %    | Miejsc |
|                                                 | Unia Liberalna                          | 28,2 | 25     |
|                                                 | Liga Wolnych Liberałów                  | 28,2 | 9      |
|                                                 | Partia Antyrewolucyjna                  | 24,7 | 15     |
| Opozycja                                        |                                         |      |        |
|                                                 | Główna Liga Związków Rzymskokatolickich | 13,1 | 25     |
|                                                 | Socjaldemokratyczna Partia Robotników   | 11,2 | 7      |
|                                                 | Liga Socjaldemokratyczna                | 11,2 | 1      |
|                                                 | Wolna Partia Antyrewolucyjna            | 10,8 | 7      |
|                                                 | Liga Fryzyjska                          | 10,8 | 1      |
|                                                 | Wolnomyślicielska Liga Demokratyczna    | 8,8  | 11     |
|                                                 | Razem                                   | -    | 100    |